# Nuphar variegata
Nuphar variegata är en näckrosväxtart som beskrevs av Georg George Engelmann och Michel Charles Durieu de Maisonneuve. Nuphar variegata ingår i släktet gula näckrosor, och familjen näckrosväxter. Inga underarter finns listade i Catalogue of Life.

## Bildgalleri

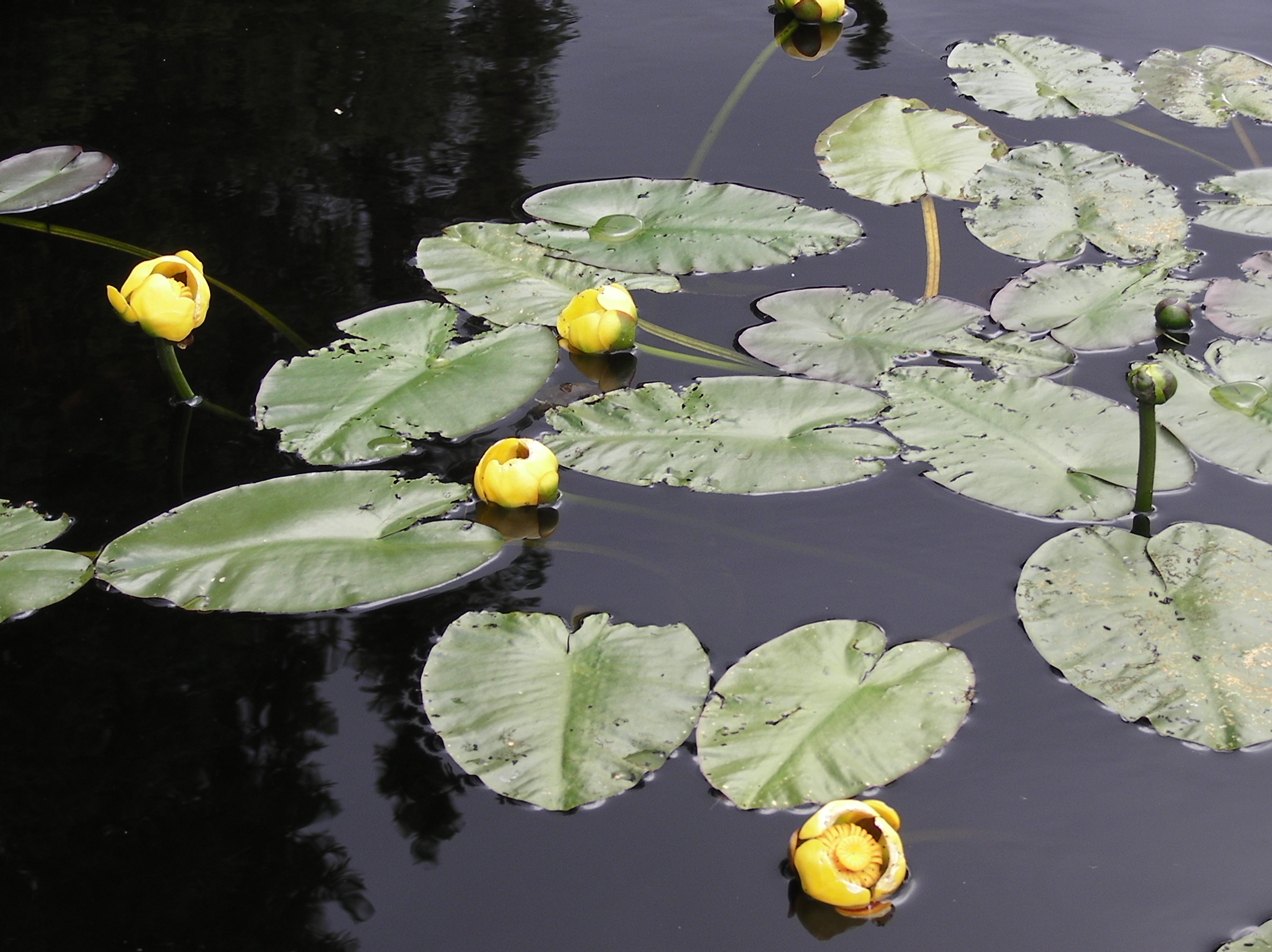
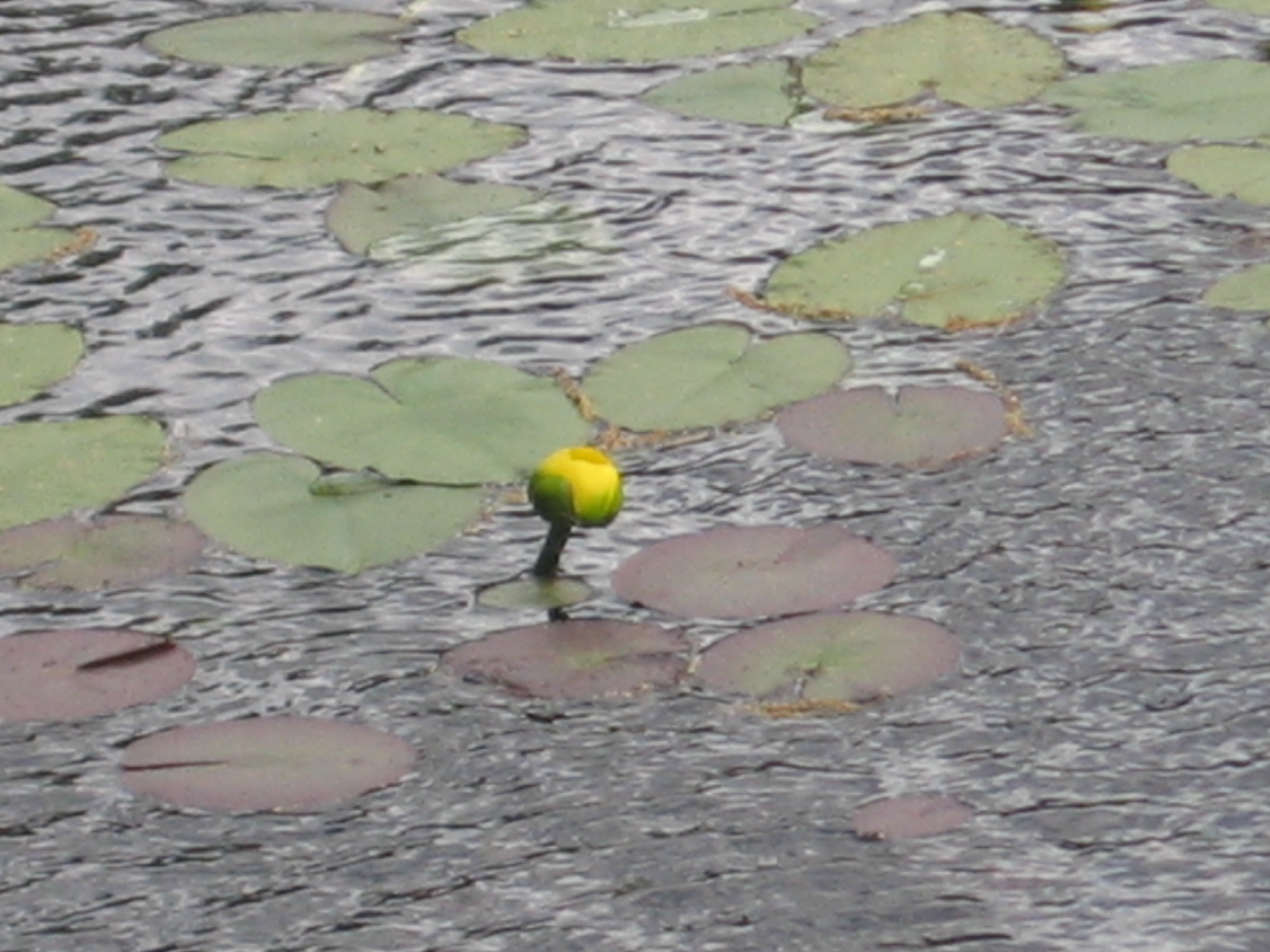
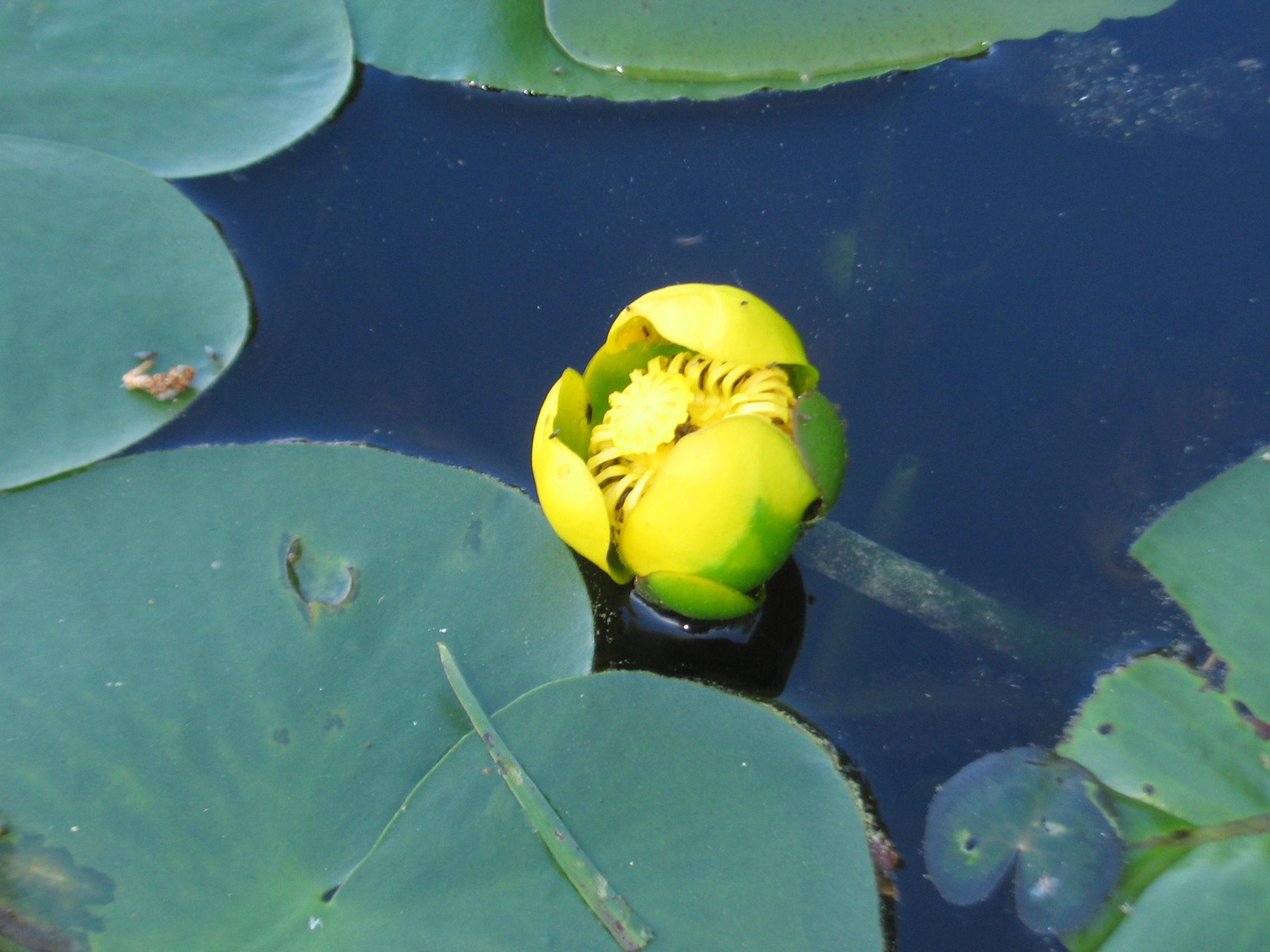